# 다카차야역
다카차야역(일본어: 高茶屋駅)은 일본 미에현 쓰시에 있는 도카이 여객철도 기세이 본선의 역이다. 단선 · 섬식의 형태를 지닌 지상역이다.

## 타는 곳
| 1 | ■ 기세이 본선 | 상행 | 가메야마 · 나고야 방면 |
| 2 | ■ 기세이 본선 | 하행 | 마쓰사카 · 이세시 방면 |

## 이용 현황
| 연도     | 하루 평균 승차 인원 | 연도     | 하루 평균 승차 인원 |
| 1998년도 | 588                 | 2005년도 | 518                 |
| 1999년도 | 574                 | 2006년도 | 560                 |
| 2000년도 | 547                 | 2007년도 | 537                 |
| 2001년도 | 556                 | 2008년도 | 505                 |
| 2002년도 | 554                 | 2009년도 | 485                 |
| 2003년도 | 535                 | 2010년도 | 502                 |
| 2004년도 | 527                 |          |                     |
| -------- | ------------------- | -------- | ------------------- |

## 역 주변
- 이온 쓰난 쇼핑센터
- 미에 현 과학기술진흥센터
- 주식회사 마쓰사카 철공소 MCC
- 국도 제23호선
- 국도 제360호선
- 마쓰우라 타케시로 기념관

## 인접 정차역
| 도카이 여객철도 기세이 본선 | 도카이 여객철도 기세이 본선 | 도카이 여객철도 기세이 본선 |
| --------------------------- | --------------------------- | --------------------------- |
| 아코기 가메야마 방면        | ■ 기세이 본선               | 롯켄 신구 방면              |